# Live Earth Rio de Janeiro
Il Concerto Live Earth di Rio de Janeiro ha avuto luogo il 7 luglio 2007 nella spiaggia di Copacabana.

## Ordine delle esibizioni
- Xuxa (ospite)
- Pharrell Williams
- Lenny Kravitz
- Macy Gray
- O Rappa
- Marcelo D2
- Jorge Ben Jor
- Jota Quest
- Vanessa da Mata
- MV Bill

## Copertura mediatica

### Televisione
L'evento sudamericano è stato trasmesso dalla televisione del Brasile Rede Globo e dalla sua sussidiaria Multishow.

### Internet
Il concerto è stato diffuso via internet in tutto il mondo da MSN.